# Acipenser oxyrinchus
Acipenser oxyrinchus là một loài cá tầm trong họ Acipenseridae, chúng là loài bản địa của Canada và Hoa Kỳ, chúng được biết đến nhiều thông qua hai phân loài của chúng là cá tầm Đại Tây Dương (Acipenser oxyrinchus oxyrinchus) và cá tầm vịnh (Acipenser oxyrinchus desotoi). Đây là loài cá di trú, cá con của chúng (cá bột) có thể sống được trong môi trường nước ngọt và nước lợ.

## Các phân loài
Cá tầm Đại Tây Dương là một trong một trong những loài cá cổ xưa nhất trên thế giới. Phạm vi của nó kéo dài từ New Brunswick, Canada đến bờ biển phía đông của Florida. Cá tầm Đại Tây Dương có rất nhiều khi những người định cư đầu tiên đến Mỹ, nhưng đã giảm sút do đánh bắt quá mức và ô nhiễm nước. Nó được coi là bị đe dọa, có nguy cơ tuyệt chủng và thậm chí bị tuyệt chủng trong nhiều ban đầu của nó môi trường sống. Cá có thể đạt được tuổi thọ sáu mươi năm tuổi.
Phân loài thứ hai là cá tầm vịnh, sinh sống ở các vùng vịnh Mexico. Đây là một loại cá lớn ở vùng Vịnh Mexico, cá tầm vịnh trưởng thành có con dài 2,5m, nặng 100 kg, có vảy cứng, thường nhảy khỏi mặt nước tới 2m. Cảnh sát bang Florida của Mỹ từng có thông báo cho các cư dân vùng sông Savani đề phòng cá tầm tấn công gây thương tích. Đã có ít nhất 40 người bị thương nặng như thủng phổi, gãy xương sườn, thậm chí có người gãy cả cột sống.